# Cladodromia fuscimana
Cladodromia fuscimana är en tvåvingeart som beskrevs av Mario Bezzi 1909. Cladodromia fuscimana ingår i släktet Cladodromia och familjen dansflugor. Inga underarter finns listade i Catalogue of Life.